# Stöckhardt (Gelehrtenfamilie)

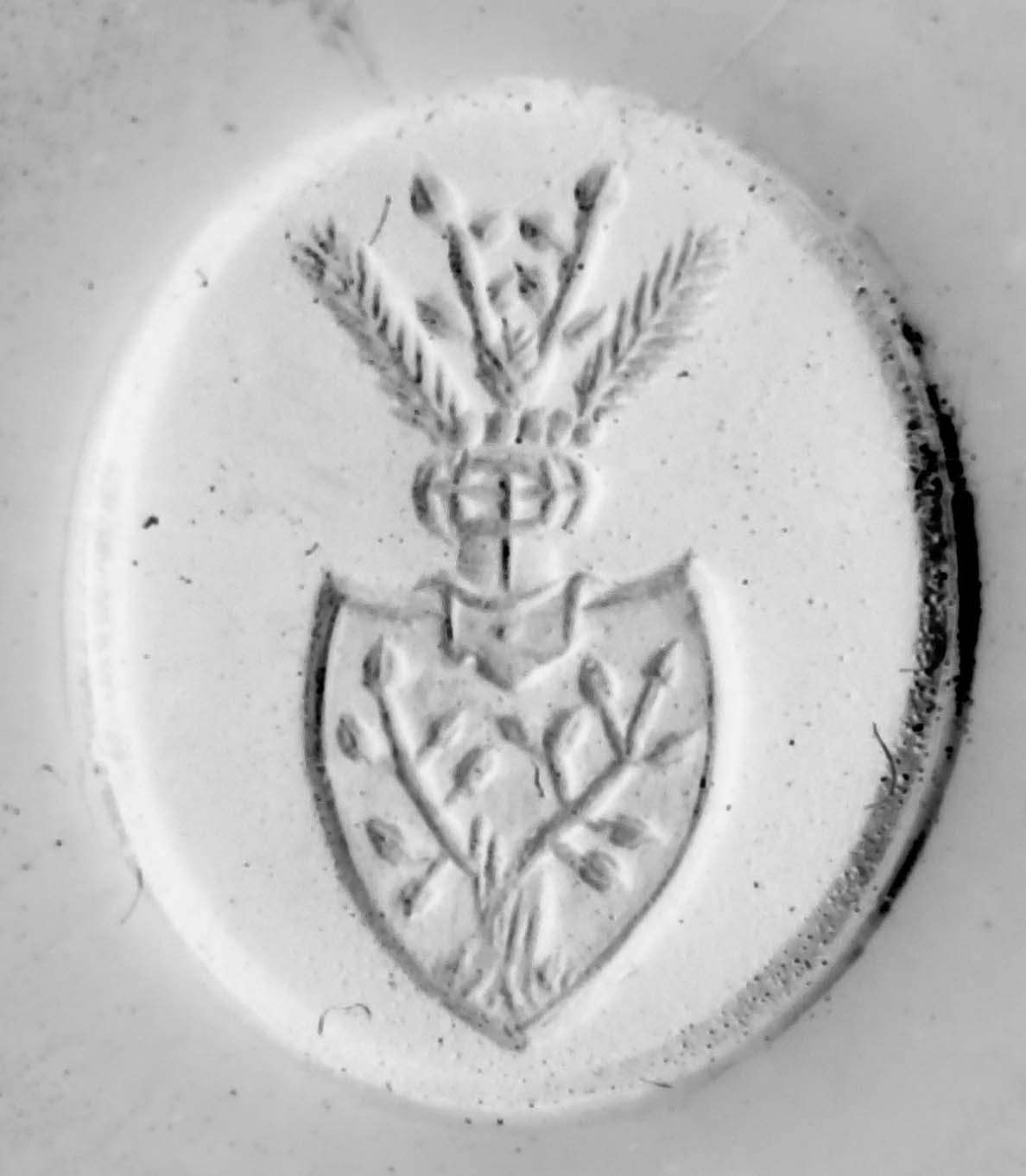
Das Wappen der Familie Stöckhardt mit zwei Reißern und einem abgebrochenen Baumstamm im Schild. Frühere Versionen enthielten noch eine Mauer mit Zinnen und angelehnter Leiter.

Stöckhardt ist der Name einer deutschen Gelehrtenfamilie.

## Geschichte

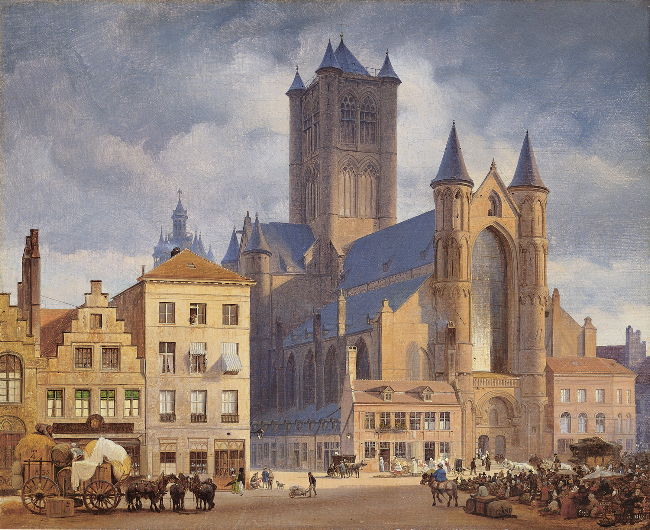
Historisches Gent – Geburtsstadt von Gerhard van Stoeckhardt

Die Familie geht auf den aus religiösen Gründen aus Flandern vertriebenen und nach Sachsen eingewanderten Gerhard van Stoeckhardt (1563–1651) zurück. Der Zeitpunkt der Einwanderung ist nicht genau bekannt. Sein Sohn Gerhard wurde um 1626 in Dresden geboren. Möglicherweise ist Gerhard van Stoeckhardt schon viel früher zusammen mit seinen Eltern aus den niederländischen Provinzen geflohen. Der spanische Statthalter Herzog von Alba führte hier gegen den sich ausbreitenden Protestantismus von 1567 bis 1573 ein Schreckensregiment. Kurfürst August von Sachsen warb während seiner Regentschaft bis 1586 etwa 20.000 Einwanderer aus den Niederlanden an und legte damit die Grundlage für die erfolgreiche sächsische Textilindustrie der folgenden Jahrhunderte.

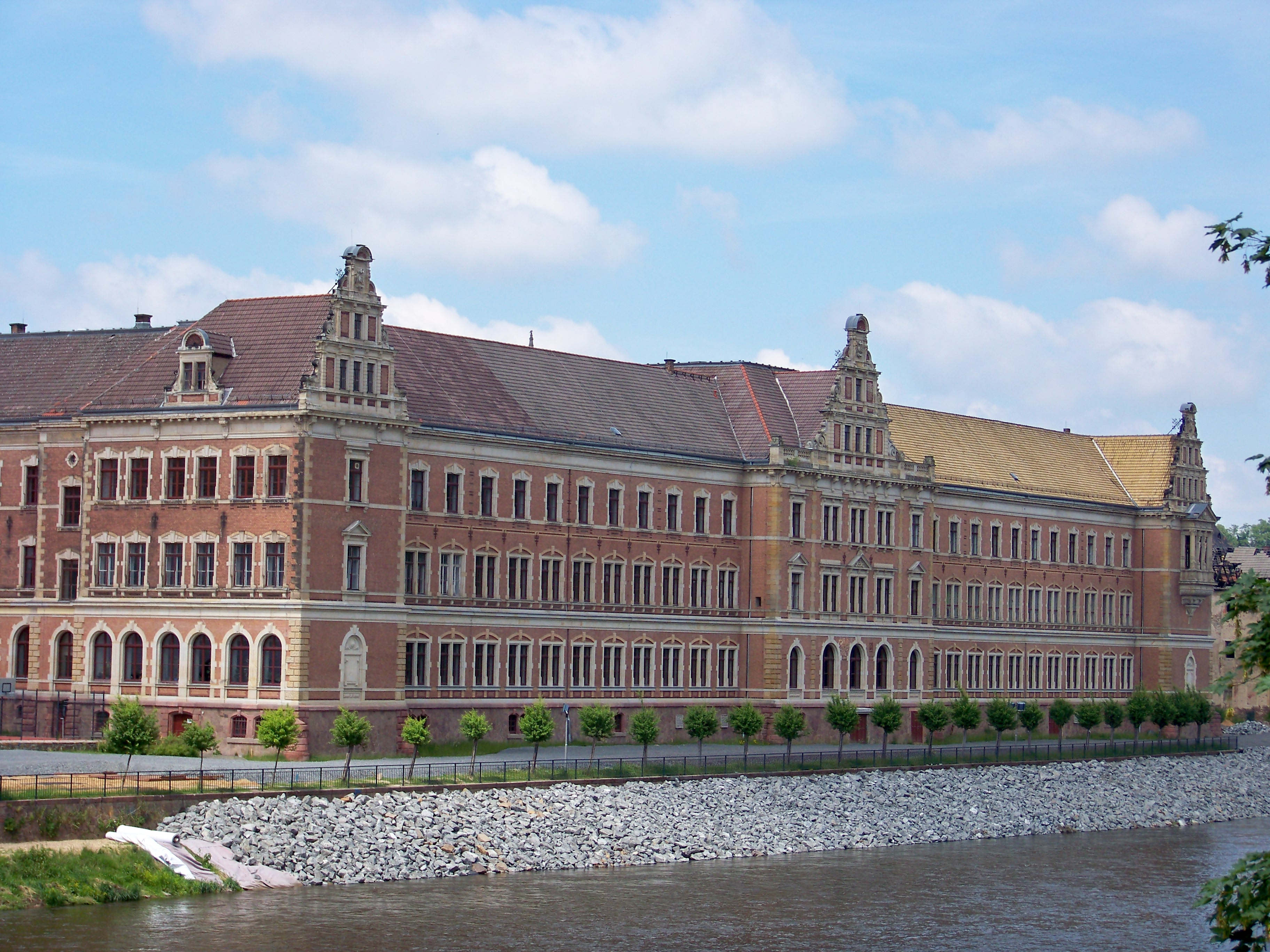
Ehemalige Fürstenschule Grimma

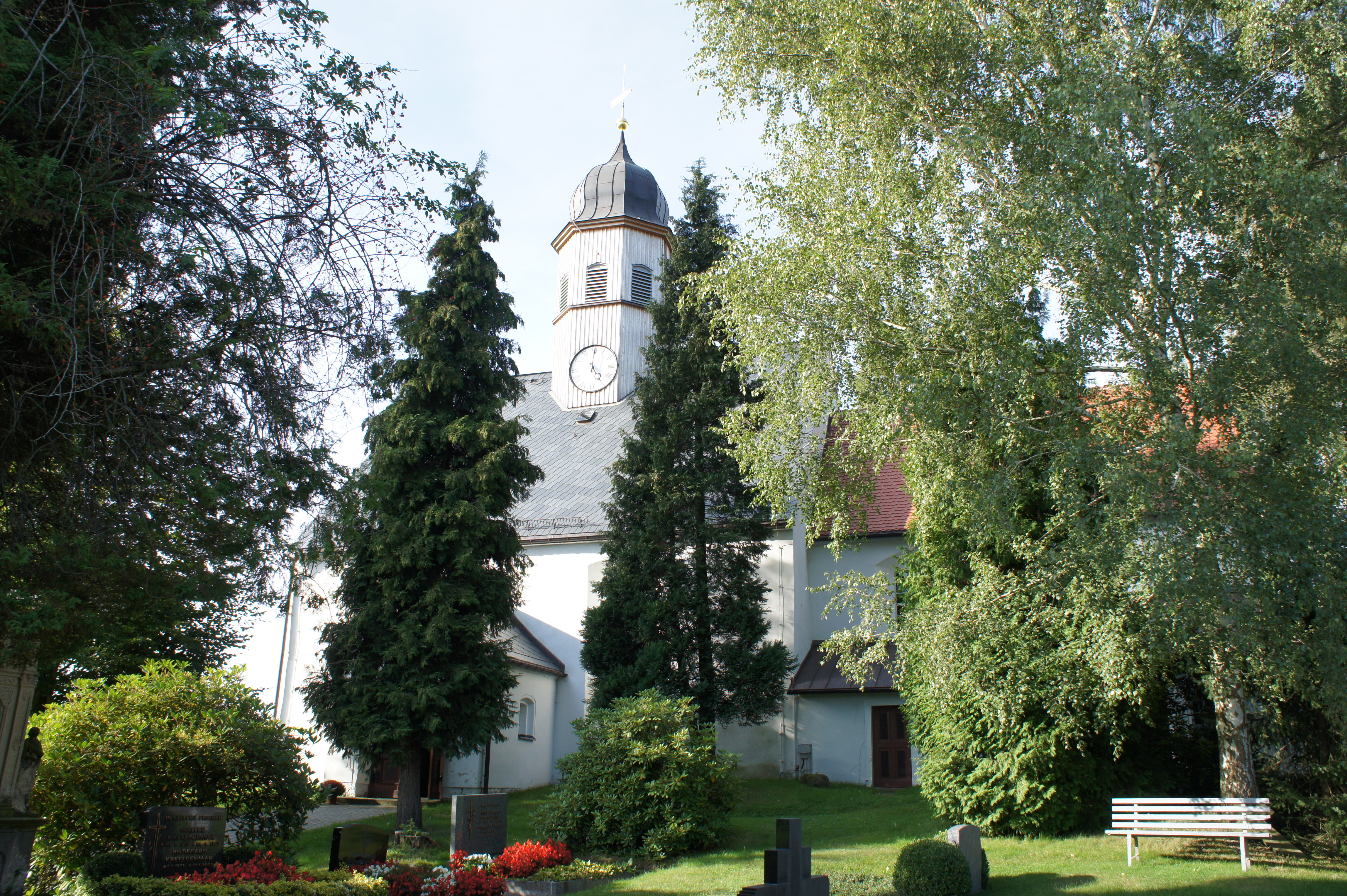
Kirche Lauterbach

Gerhard van Stoeckhardt legte in Dresden den Adelstitel ab. Seine Enkel Johann Heinrich und Gottlieb Stöckhardt, beide Absolventen der Fürstenschule Grimma, begründeten im späten 17. Jahrhundert als Pfarrer in Putzkau bzw. Lauterbach die beiden Hauptlinien der Familie. Weitere drei Stöckhardts absolvierten die Fürstenschule im 18. Jahrhundert.

## Personen

### Putzkauer Zweig
- Gerhard Heinrich Jacobjan Stöckhardt (1772–1830), Theologe und Philologe, Vater von Heinrich Robert Stöckhardt und Ernst Theodor Stöckhardt
- Heinrich Robert Stöckhardt (1802–1848), Professor für Römisches Recht, Vater von Clara Henriette Marie Stöckhardt, Julius Reinhold Stöckhardt und Friedrich Heinrich Stöckhardt
- Ernst Theodor Stöckhardt (1816–1898), Agrarwissenschaftler
- Clara Henriette Marie Stöckhardt (1829–1897), Malerin
- Julius Reinhold Stöckhardt (1831–1901), Vortragender Rat und Komponist
- Friedrich Heinrich Stöckhardt (1842–1920), Architekturprofessor
- Carl Emil Stöckhardt (1872–1945), Professor der Elektrotechnik, Urenkel von Gerhard Heinrich Jacobjan Stöckhardt

### Lauterbacher Zweig
- Carl Friedrich Gottlieb Stöckhardt (1807–1834), Theologe der sächsischen Erweckungsbewegung
- Julius Adolph Stöckhardt (1809–1886), Agrarwissenschaftler, Bruder von Carl Friedrich Gottlieb Stöckhardt und Vater von Carl Georg Stöckhardt
- Carl Georg Stöckhardt (1842–1913), Pfarrer und Theologieprofessor

## Episoden

### Familiensaga zur Namensherkunft
Wissenschaftlich nicht aufrechtzuerhalten ist eine Familiensage, nach der ein Urahn 1468 zuerst die Mauer der von Karl dem Kühnen eingenommenen Stadt Lüttich erstiegen haben soll, worauf ihm Stook hart (steige brav) zugerufen wurde und er den Adelstitel erhielt.

### Hauslehrer bei den von Schönburgs
Gottfried Gerhard Stöckhardt, ein Absolvent der Fürstenschule Grimma aus dem Putzkauer Zweig, wurde 1746 Hauslehrer bei den von Schönburgs in Glauchau, für die er auch wesentliche Beiträge zur Familiengeschichte aufschrieb. Nachfolger wurde 1794 sein Großneffe Gerhard Heinrich Jacobjan Stöckhardt.

### Freimaurerei und Wissenschaft in Bautzen

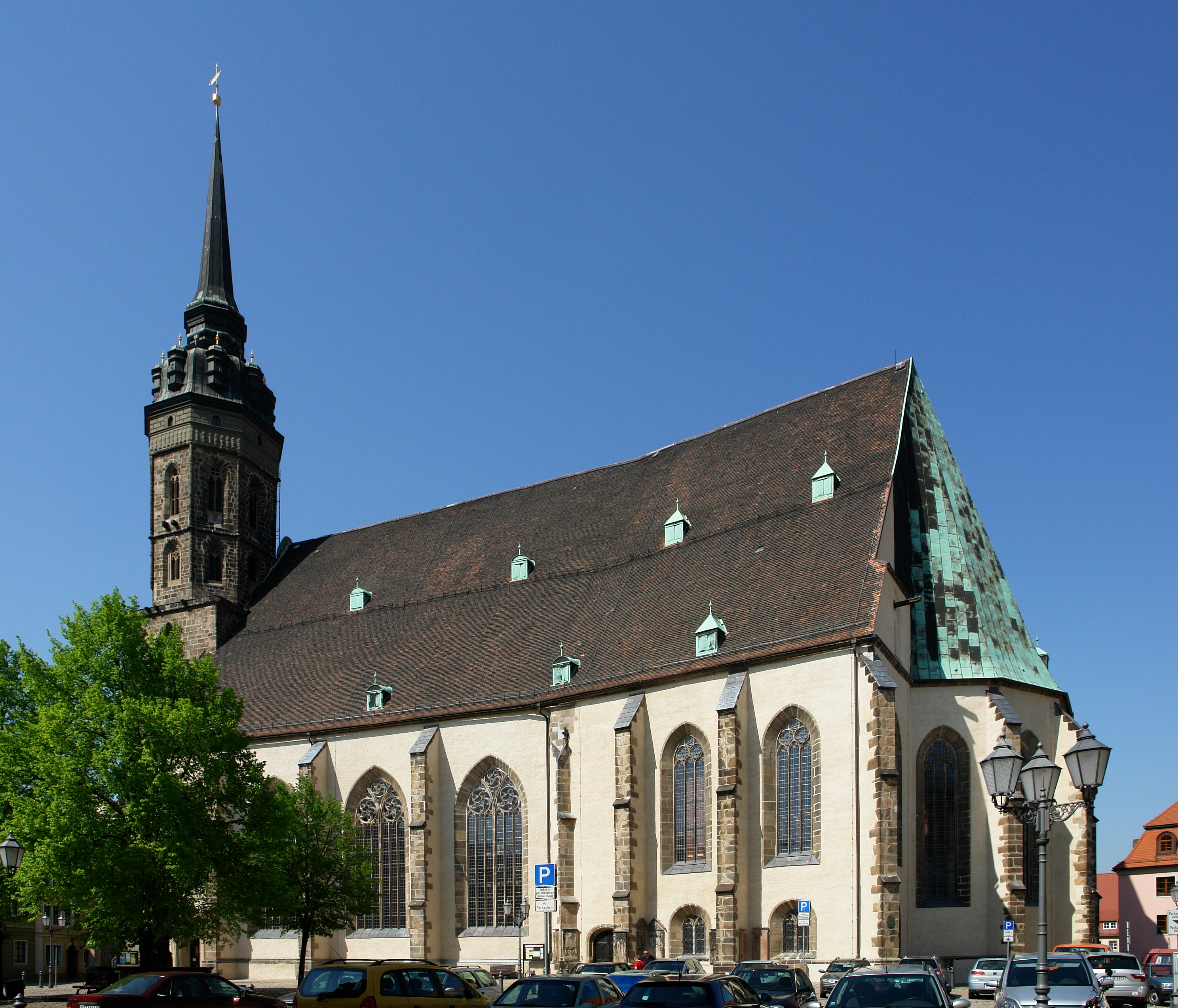
Dom St. Petri Bautzen

Der spätere Direktor der Leipziger Bürgerschule Ludwig Gedike, ein jüngerer Bruder von Friedrich Gedike, hatte 1802 die Bautzner Freimaurerloge Zur goldnen Mauer gegründet. Sie wurde im Zusammenhang mit den Befreiungskriegen berühmt, als man Gebhard Leberecht von Blücher und August Neidhardt von Gneisenau von der Mutterloge Zu den drei Weltkugeln festlich empfing, obwohl Sachsen auf der Seite Napoleons stand. Gerhard Heinrich Jacobjan Stöckhardt, Pastor sec. am Dom St. Petri Bautzen, hatte zu jener Zeit bereits den 3. Rang inne und übernahm drei Jahre später die Loge als Meister vom Stuhl. Auch seine beiden Söhne Heinrich Robert Stöckhardt und Ernst Theodor Stöckhardt wurden später Freimaurer. Alle drei waren zudem Mitglied der Oberlausitzischen Gesellschaft der Wissenschaften.

### Zusammenwirken in der Agrarwissenschaft

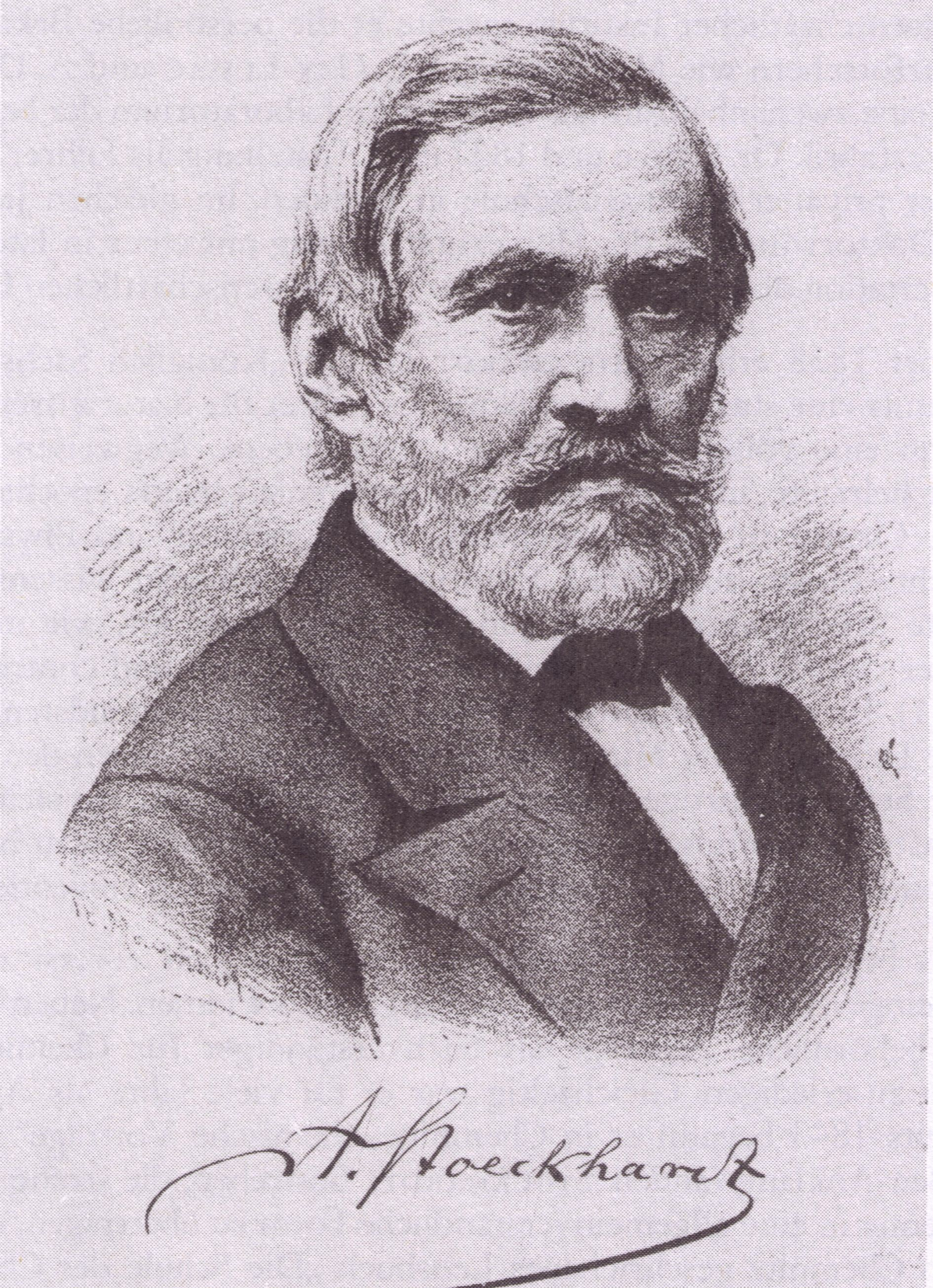
Julius Adolph Stöckhardt

Bemerkenswert ist das Zusammenwirken der beiden Familienzweige im Falle der Agrarwissenschaftler Julius Adolph Stöckhardt und Ernst Theodor Stöckhardt. Ernst Theodor folgte Julius Adolph als Lehrer an der Königlichen Gewerbeschule Chemnitz und als Herausgeber der Zeitschrift für deutsche Landwirthe. Das Buch Der angehende Pachter. Die wichtigsten Lehren aus Praxis und Wissenschaft für den angehenden Landwirth gaben sie gemeinsam heraus. Auf die Karriere von Emil von Wolff (Berufung nach Leipzig-Möckern) sowie Friedrich Nobbe (Vermittlung nach Tharandt) nahmen beide „Vettern“ (4. Grades) wesentlichen Einfluss. Ernst Theodor Stöckhardt wurde 1862 Mitglied der Deutschen Akademie der Naturforscher Leopoldina, Julius Adolph Stöckhardt vier Jahre später.

### Familienverbund Stöckhardt und von Boetticher
Um sich auf die Übernahme des väterlichen Gutes in Riga vorzubereiten, besuchte Friedrich von Boetticher die landwirtschaftliche Lehranstalt von Ernst Theodor Stöckhardt in Brösa. Nach der Heirat mit den Töchtern des Purschwitzer Pfarrers Mitschke, Cölestine Stöckhardt und Eugenie von Boetticher, waren beide verschwägert. Das Allgemeine Lexikon der bildenden Künstler von der Antike bis zur Gegenwart zitiert von Boetticher zu Clara Stöckhardt und behandelt Friedrich Heinrich Stöckhardt, Nichte und Neffe von Ernst Theodor. Walter von Boetticher schrieb für seinen Onkel einen bei der Leopoldina.